# Leo Ågren
Karl Leo Ågren, född 26 juli 1928 i Nykarleby, död 6 juni 1984 i Stockholm, var en finlandssvensk författare. Han var bror till Erik Ågren och Gösta Ågren.

## Biografi
Ågren föddes i Nykarleby, utbildade sig till typograf och arbetade som typograf där till 1948. Under åren 1951–1960 arbetade han i Jakobstad. Senare flyttade han till Stockholm och 1964–1976 var han typograf vid Dagens Nyheter. Han debuterade med romanen Hunger i skördetid, som handlar om de obesuttnas liv i svenska Österbotten. Kungsådern, När gudarna dör och Fädrens blod är en historisk trilogi om utskogstorpare från början av 1700-talet fram till kriget 1918.